# Dan Castellaneta

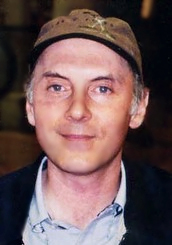
Dan Castellaneta (2004)

Daniel Louis „Dan“ Castellaneta (* 29. Oktober 1957 in Chicago, Illinois) ist ein US-amerikanischer Schauspieler und Synchronsprecher vieler Trickfilmfiguren. Als Synchronsprecher ist er am bekanntesten für die Rolle des Homer Simpson in der Serie The Simpsons, den er seit Ende der 1980er-Jahre durchgängig spricht.

## Leben und Wirken
Seine ersten Fernsehauftritte hatte Castellaneta 1987 in der Tracey Ullman Show, in der er verschiedene Rollen übernahm. Auch die ersten nur wenige Minuten langen Folgen der Simpsons waren in dieser Sendung zu sehen, und Castellaneta übernahm die Stimme von Homer Simpson. Als The Simpsons 1989 einen eigenen halbstündigen Sendeplatz bekam, wurde er als Sprecher übernommen und spricht Figuren der Serie bis heute. Auch mehrere Nebencharaktere wie Homer Simpsons Vater Abraham Simpson, der Alkoholiker Barney Gumble und der Bürgermeister Joseph Quimby werden von ihm synchronisiert.
Dan Castellaneta übernahm auch in anderen Trickfilmserien Synchronsprecherrollen und wurde in einigen Filmproduktionen für Nebenrollen als Schauspieler engagiert. Man findet seine Stimme in den englischsprachigen Originalen von Futurama als den Roboter-Teufel Beelzeboter, als Dschinni (englisch: Genie) in der Disney-Serie Aladdin und in Hey Arnold! als Opa Phil (englisch: Grandpa Phil), den er auch im 2017 erscheinenden Hey-Arnold-Film spricht. Außerdem war er Gaststar in vielen amerikanischen Fernsehserien. 2010 erhielt Castellaneta 400.000 US-Dollar für jede einzelne Episode der Simpsons. 2013 waren es 300.000 US-Dollar.
Obwohl Castellaneta die Stimme von Homer Simpson spricht, ist sein Lebensstil ein komplett anderer. In einem Interview gab er an, Vegetarier zu sein, alkoholabstinent zu leben und regelmäßig Sport zu treiben. Als seine Mutter Elsie Castellaneta 2008 starb, wurde ihr und der Mutter Harry Shearers eine Simpsons-Episode gewidmet, die sich komplett mit dem Tod Mona Simpsons (Homers Mutter) beschäftigt.

## Filmografie

### Synchronsprecher
- seit 1989: Die Simpsons (The Simpsons, Fernsehserie, Stimme)
- 1990–1991: Käpt’n Balu und seine tollkühne Crew
- 1990–1991: Darkwing Duck
- 1994–1995: Aladdin
- 1996–2001: Hey Arnold!
- 1996: Toonstruck (Computerspiel)
- 1997–2001: Cow and Chicken
- 1998–1999: Hercules
- 2002: Hey Arnold! The Movie
- 2007: Die Simpsons – Der Film
- 2008: Futurama: Die Ära des Tentakels
- 2017: Hey Arnold! Der Dschungelfilm

### Auftritte als Schauspieler
- 1986: Nothing in Common – Sie haben nichts gemeinsam
- 1988: Mein Partner mit der kalten Schnauze (K-9)
- 1989: Der Rosenkrieg (The War of the Roses)
- 1990, 1992: Eine schrecklich nette Familie (Married… with Children, Fernsehserie, 2 Folgen)
- 1990: Alf (Fernsehserie, Folge Staying Alive)
- 1994: Der Klient (The Client)
- 1995: Friends (Fernsehserie, Folge 2x12 The Zookeeper)
- 1996: Space Jam
- 1997: Alle lieben Raymond (Everybody loves Raymond)
- 2003: Die wilden Siebziger (Fernsehserie, Folge 6x05)
- 2005: Stargate – Kommando SG-1 (Stargate SG-1, Fernsehserie, Folge 8x15 Citizen Joe)
- 2006: Das Streben nach Glück (The Pursuit of Happyness)
- 2007: Veronica Mars (Fernsehserie)
- 2007: Entourage (Fernsehserie. Folge 4x07)
- 2007: Monk (Fernsehserie, Folge 6x12)
- 2007: Sands of Oblivion – Das verfluchte Grab (Sands of Oblivion) (Fernsehfilm)
- 2008: Superhero Movie
- 2008: Remembering Phil
- 2009: Ghost Whisperer – Stimmen aus dem Jenseits (Fernsehserie, 1 Folge)
- 2009: Desperate Housewives (Fernsehserie, Folge 6x10)
- 2009: Castle (Fernsehserie, Folge 1x08)
- 2009: How I Met Your Mother (Fernsehserie, Folge 4x22)
- 2011: Super 8
- 2011–2014: Parks and Recreation (Fernsehserie, 3 Folgen 4x03, 5x08, 6x13)
- 2015: Fantastic Four